# Palestins
Els palestins, també anomenats poble palestí (en àrab: الشعب الفلسطيني) (transliterat: al-xab al-filastini) o àrabs palestins, són un poble semita del llevant mediterrani amb orígens familiars a la regió històrica de Palestina i que constitueix una de les poblacions autòctones de la totalitat de territoris palestins i Israel.
Estudis genètics realitzats en la població palestina actual, confirmen que la majoria dels musulmans de Palestina, incloent als ciutadans culturalment àrabs d'Israel són descendents dels cristians, jueus i altres pobles indígenes del Llevant austral, el nucli del qual es pot seguir fins a la prehistòria. Un estudi d'haplotipus d'alta resolució va demostrar que una part substancial dels cromosomes I, tant dels jueus d'Israel (70 %), així com dels palestins musulmans (82 %) pertanyien al mateix grup de cromosomes. Des de l'època de les conquestes musulmanes del territori de l'actual Palestina al segle vii, les conversions religioses, moltes vegades buscant evitar l'obligació de pagar la Jizya o estat de dhimmi, han donat lloc al fet que la majoria dels palestins siguin actualment musulmans, inicialment xiites i posteriorment sunnites, encara que queda una important minoria cristiana de diferents denominacions, així com drusos i una petita comunitat samaritana. Encara que els jueus palestins formaven part de la població palestina prèvia a la creació de l'estat d'Israel, pocs s'identifiquen amb els palestins actualment. L'aculturació, independentment de la conversió a l'islam, ha resultat que els palestins perdessin la seva llengua i fossin assimilats cultural i linguísticamente pels conqueridors àrabs. Aproximadament, només la meitat de la seva població habita a la zona que considera històricament el seu origen; la resta viuen disseminats, sobretot per Orient Pròxim, després dels esdeveniments viscuts a la zona durant el segle xx que van provocar una important diàspora palestina.

## Població
La població total palestina, inclosos refugiats i desplaçats, s'estima en uns deu milions d'individus, dels quals aproximadament la meitat continua vivint a la regió històrica de Palestina, una àrea aproximada que abastava les actuals Israel, l'Estat de Palestina i l'occident de Jordània. La resta, aproximadament l'altra meitat constitueixen el que es coneix com la diàspora palestina, la majoria dels quals són refugiats apàtrides que manquen de ciutadania en alguns països. El 2005 més de dos milions i mitjà d'ells viuen en la veïna Jordània, un milió és compartit entre Síria i el Líban, i una cambra de milió a Aràbia Saudita, aproximadament mig milió a Xile la major concentració fora del món àrab.
L'Agència de Nacions Unides per als refugiats de Palestina a Orient Pròxim (UNRWA) té registrats més de cinc milions de refugiats palestins repartits entre la Franja de Gaza, Cisjordània, Síria, Líban i Jordània. Gairebé un terç d'ells, més de 1,4 milions, viuen a 58 campaments de refugiats que van ser creats després de la guerra àrab-israeliana de 1948 en la qual més de 700.000 palestins van perdre les seves cases i els seus mitjans de vida. Els refugiats palestins del segle xxi són les persones desplaçades en aquell èxode —anomenat Nakba– i els seus descendents.
Segons les estimacions calculades per l'Oficina Central d'Estadístiques de Palestina (PCBS per les seves sigles en anglès), l'Estat de Palestina compte 4.816.503 habitants palestins dels quals 2.935.368 viuen a Cisjordània (inclosa Jerusalem Est) i 1.881.135 a la Franja de Gaza.

## Llengua i religió
La majoria dels palestins són musulmans, en particular de la branca sunnita de l'islam, i hi ha una important minoria cristiana de diverses confessions, així com una petita comunitat samaritana. Com implica el etnònim «àrab palestí», aplicat comunament, la llengua vernacle tradicional dels palestins, independentment de la seva religió, és el dialecte àrab palestí. Els ciutadans palestins d'Israel són en molts casos bilingües, en utilitzar també l'hebreu. Estudis genètics moderns han suggerit que els palestins com a grup ètnic representen els moderns "«descendents d'un nucli de població que vivia a la zona des dels temps prehistòrics», anterior a la conquesta àrab musulmana que va establir l'àrab com la Llengua franca, i que finalment va esdevenir l'única llengua vernacle dels seus habitants, la majoria dels quals amb el temps també es va convertir a l'islam. El 90 % dels palestins que viuen a Amèrica són de religió cristiana.

## Història
Sota el Mandat Britànic de Palestina (1920-1948), format com a part de la partició de l'Imperi otomà, el terme «palestí» es referia a tots els habitants que residien en aquell territori sense distincions religioses o ètniques, i els habitants als quals les autoritats mandatàries concedien la ciutadania es denominaven «ciutadans palestins». El terme «palestí» s'usava per exemple a l'Exèrcit britànic, en unitats com el Regiment de Palestina (en anglès: Palestine Regiment), que era la brigada jueva d'infanteria de l'Exèrcit britànic, durant la Segona Guerra Mundial, o en el «Talmud de Palestina», un terme alternatiu per anomenar al «Talmud de Jerusalem» que es fa servir en fonts acadèmiques.
Posteriorment a la Declaració d'Independència d'Israel el 1948, l'ús dels termes «Palestina» i «palestí» per referir-se als habitants jueus del Mandat Britànic de Palestina va caure en desús. Per exemple, el periòdic en llengua anglesa The Palestine Post, va ser fundat pels jueus] el 1932, i va canviar el seu nom el 1950 en The Jerusalem Post.
Des d'aleshores, els jueus de l'Estat d'Israel i dels assentaments que es troben en l'Àrea de Judea i Samaria, en la regió palestina de Cisjordania, que ha estat ocupada per l'Estat sionista d'Israel, es consideren assentaments israelians. Els ciutadans Àrabs d'Israel poden identificar-se com a ciutadans àrabs israelians, i com a ciutadans àrabs palestins.
L'ús generalitzat del mot palestí com autònim referit a la concepció nacionalista del poble palestí, ha estat identificat amb la població autòctona de parla àrab, que va començar abans de l'esclat de la Primera Guerra Mundial, i la primera exigència d'independència nacional palestina, va ser emesa pel congrés sirià-palestí el 21 de setembre de 1921. Després de la creació de l'Estat sionista d'Israel, i dels èxodes de 1948 i 1967, el terme va venir a significar no tan sols un indret d'origen, sinó l'afirmació d'un passat comú, i d'un futur en forma d'estat nació palestí.
Els primers passos cap a la creació d'una organització representativa del poble palestí es van donar en la primera cimera dels Estats àrabs en gener de 1964. A instàncies d'aquesta, a partir del mes de febrer, el representant de Palestina davant de la Lliga Àrab, Ahmed Shukeiri, va preparar la convocatòria d'un Consell Nacional Palestí (també anomenat Assemblea o Congrés en aquell moment) a Jerusalem per al mes de maig. A tal fi es van constituir comitès que van seleccionar 422 membres representatius de la comunitat palestina: alcaldes i presidents de consells rurals i urbans de la Franja de Gaza i Cisjordània, diputats al Parlament de Jordània, professionals, camperols, sindicalistes i representants dels camps de refugiats així com d'organitzacions de dones i estudiants. En la seva sessió de l'1 de juny de 1964, el Consell va adoptar resolucions orientades a dotar als palestins de infraestructures militars, financeres, polítiques i administratives, i va proclamar la creació de l'Organització per a l'Alliberament de Palestina (OAP).
L'OLP va representar el poble palestí davant de la comunitat internacional a partir de 1974, quan va ser reconeguda com el seu únic representant legítim pels Estats àrabs i l'ONU, l'assemblea general de la qual li va concedir l'estatus d'observador en qualitat de moviment d'alliberament nacional.
L'objectiu declarat de l'OAP era la destrucció de l'Estat sionista d'Israel mitjançant la lluita armada, i inicialment era controlada pel govern d'Egipte. La carta orgànica original de l'OAP cridava obertament a l'anihilació d'Israel, així com la tornada dels refugiats palestins i l'autodeterminació dels àrabs palestins, que en aquell moment es trobaven sota l'ocupació jordana i egípcia dels territoris de Cisjordània i de la Franja de Gaza respectivament. En aquesta carta la creació d'un Estat palestí no era esmentada, encara que posteriorment l'OAP va adoptar la idea de fundar un estat independent per als palestins des del Riu Jordà fins al Mar Mediterrani.
La Primera intifada (1987–93) va ser la primera revolta popular palestina contra l'ocupació israeliana de 1967, i seguidament l'OAP va proclamar unilateralment el 1988 la independència de Palestina, que va ser reconeguda llavors per 94 països. El Consell Nacional Palestí va emetre un document adjunt a la declaració d'independència, que demanava la retirada d'Israel dels territoris ocupats des de juny de 1967, la devolució de la part àrab de Jerusalem, una solució justa al problema dels refugiats i la convocatòria d'una conferència internacional de pau sobre la base de les resolucions 242 i 338 del Consell de Seguretat de les Nacions Unides. Aquests esdeveniments van contribuir a reforçar el sentiment d'una identitat nacional palestina.
El 1993 es van signar els Acords d'Oslo, el primer acord de pau provisional israelià-palestí. Estava previst que el procés durés cinc anys i acabés el 1999, quan va començar la retirada de les forces israelianes de la Franja de Gaza i de la ciutat de Jericó. El venciment del termini sense que Israel reconegués l'Estat de Palestina, ni donés per acabada l'ocupació militar dels territoris, va donar lloc a la Segona Intifada l'any 2000, que va ser més violenta que la primera.
En una opinió consultativa emesa el 2004, la Cort Internacional de Justícia va observar que atès que Israel havia decidit reconèixer l'OAP com a representant del poble palestí, la seva existència ja no era qüestionable. La Cort va apuntar també que l'acord interí israelià-palestí sobre la Franja de Gaza i Cisjordània del 28 de setembre de 1995 feia nombroses referències al poble palestí i als seus legítims drets. Pel que fa al dret del poble palestí a formar un estat sobirà independent, el jurista alemany Thomas Giegerich va afirmar que «el dret a l'autodeterminació atorga al poble palestí de forma col·lectiva el dret inalienable de determinar lliurement el seu estatus polític, mentre que Israel, que ha reconegut al poble palestí com un poble separat, està obligat a promoure i a respectar aquest dret de conformitat amb la Carta de les Nacions Unides».
L'Autoritat Nacional Palestina va ser establerta oficialment arran dels Acords d'Oslo com l'òrgan administratiu provisional nominalment responsable de l'administració dels centres de població palestina a Cisjordània i la Franja de Gaza.
Després de l'admissió de Palestina com a país membre de la Unesco el 31 d'octubre de 2011, a l'any següent, el 29 de novembre de 2012, l'Assemblea General de les Nacions Unides va debatre el canvi d'estatus de l'estat palestí en l'organització, perquè passés de ser una entitat, a ser un estat observador no membre, el que significaria un avanç diplomàtic per a la creació d'un estat palestí independent d'Israel. La petició de Palestina va ser aprovada el mateix dia amb 138 vots a favor, 41 abstencions i 9 vots en contra. La resolució, copatrocinada per 60 països, es va pronunciar a favor dels drets inalienables del poble palestí i va pugnar per la fi de l'ocupació israeliana iniciada el 1967 i per un estat palestí independent, sobirà, democràtic i contigu amb les fronteres definides abans de 1967 (la línia verda).
Al mes següent, el desembre de 2012, l'ONU va canviar el nom «Palestina» per «Estat de Palestina», i va reconèixer implícitament Mahmud Abbas com a president del nou Estat. D'acord amb la terminologia adoptada per les Nacions Unides, un decret promulgat el 5 de gener de 2013 pel president palestí va substituir oficialment el nom d'«Autoritat Nacional Palestina» per «Estat de Palestina». El novembre de 2018, 137 països reconeixien oficialment l'Estat de Palestina.